# Johana Bahamón
Johana Bahamón Gómez (Cali, 27 de juliol de 1982) és una actriu i activista colombiana. És presidenta de la Fundació Acción Interna, que va crear el 2012 per millorar i dignificar la qualitat de vida de la població carcerària de Colòmbia.
Fins al 2022 ha treballat a 132 presons de Colòmbia beneficiant més de 112.000 persones privades de la llibertat i condemnades. Mitjançant la seva gestió, s'han realitzat cinc edicions del Festival Nacional de Teatre Carcerari. També va ser promotora de la Llei de Segones Oportunitats (núm. 2208, del 17 de maig de 2022 ), que estableix incentius econòmics per enfortir l'accés i les oportunitats en ocupació i formació per a les persones que surten de la presó.
El desembre de 2024, la BBC va incloure-la en la seva llista 100 Women, que reconeix a les dones més inspiradores i influents de l'any a nivell mundial.

## Biografia
Johana Bahamón va néixer a Cali el 27 de juliol de 1982, filla de María Mercedes Gómez i Héctor Bahamón.
És llicenciada en administració d'empreses pel Colegio de Estudios Superiores de Administración (CESA). L'any 2000 va començar la seva carrera com a actriu, i posteriorment va complementar la seva formació amb cursos i tallers d'actuació a Bogotà i a la New York Film Academy. L'any 2004 va debutar a la televisió a la telenovel·la de RCN La viuda de la màfia .
Després d'aparèixer en 15 produccions –el seu darrer paper protagonista va ser a la sèrie Tres Milagros– es va retirar de l'actuació per dedicar-se a treballar a les presons. L'any 2012 va crear un grup de teatre a la presó de dones El Buen Pastor de Bogotà, amb el qual va iniciar la seva implicació en el sector penitenciari. Des d'aleshores, és promotora de segones oportunitats per a la població penitenciaria i post-presó de Colòmbia.
L'any 2008 va tenir un fill amb el cantant Andrés Cabas. Es van separar l'any següent.
Es va casar amb el corredor de borsa Juan Manuel Salazar el 2014.

## Fundació Acció Interna
La Fundació Acció Interna és una organització sense ànim de lucre creada l'any 2012 per Johana Bahamón per contribuir a la reinserció familiar, social i laboral de la població penitenciaria i postcondemnada de Colòmbia, i a la reducció de la reincidència.
La fundació ha iniciat diversos projectes per a la reinserció i resocialització de la població reclusa. Un dels més destacats va ser Interno, el primer restaurant del món obert al públic dins d'una presó de dones. Va ser seleccionat per Time com un dels 100 millors llocs del món per visitar el 2018. Va ser tancat a causa del trasllat de la presó de dones de Cartagena de Indias. Una altra és l'Agència Interna, la primera empresa de publicitat que va operar dins d'una presó. L'any 2022, Bahamón va promoure la Llei de Segones Oportunitats, aprovada com a Llei 2208 de 17 de maig de 2022, que té com a objectiu crear més oportunitats d'accés al mercat laboral per a la població posterior a la condemna, les persones en arrest domiciliari i les persones en llibertat condicional. Al seu torn, atorga beneficis fiscals, econòmics, societaris i altres que incideixen positivament en l'estructura de costos de les empreses amb relació a la contractació d'aquests treballadors.
Bahamón va establir el Festival Nacional de Teatre Nacional de la Presó el 2014.
D'acord amb el seu pacte global, amb els seus projectes socials productius i la seva metodologia, la Fundació Acció Interna ha tingut un impacte en la política pública que afecta a totes les persones privades de llibertat, les persones postcondemnades, i el seu procés de resocialització, restauració i reinserció. A data de 2024, ha beneficiat més de 150.000 persones en 132 instal·lacions.

## Publicacions
L'any 2021, Bahamón va publicar el seu primer llibre, Historias Privadas de la Libertad, amb l'editorial Planeta, que parla del canvi en l'enfocament de la seva vida, així com de les històries de vuit reclusos i presos posteriors a la condemna.
El 2022 va publicar Segundas Oportunidades, també amb Planeta. Segueix cinc dones a través de les dificultats que troben després de sortir de la presó.

## Premis i reconeixements
- 2014: nomenada un dels 30 millors líders de Colòmbia per Semana.
- 2015: nomenada una de les dones que contribueixen a Colòmbia per Semana.
- 2017: Emprenedor social de l'any Ernst & Young .
- 2017:  Portafolio. Premi a la contribució de la comunitat.[19]
- 2019: seleccionat com un dels 11 líders emergents per la Fundació Obama.[20]
- 2020:  Cafam. Premi Dona.[8]
- 2020: inclosa a la llista de les 50 dones poderoses de Forbes.
- 2020: Ordre Policarpa Salavarrieta. Dones i Democràcia del Senat de Colòmbia.[21]
- 2020: inclosa en els deu joves destacats del món de Toyp International.
- 2020: Jove líder mundial del Fòrum Econòmic Mundial.[22]
- 2024: inclosa a la llista de les 100 dones de la BBC.[16]